# Peteria glandulosa
Peteria glandulosa är en ärtväxtart som först beskrevs av Sereno Watson, och fick sitt nu gällande namn av Per Axel Rydberg. Peteria glandulosa ingår i släktet Peteria och familjen ärtväxter. Inga underarter finns listade i Catalogue of Life.